# Крістоффер Гауген
Крістоффер Гауген (норв. Kristoffer Haugen, нар. 21 лютого 1994 Ставангер, Норвегія) — норвезький футболіст, захисник клубу «Молде».
Грав у складі юнацьких та молодіжних збірних Норвегії.

## Ігрова кар'єра

### «Вікінг»
Крістоффер Гауген народився у місті Ставангер і свою ігрову кар'єру починав у місцевому клубі «Вікінг». З 2007 року він грав у молодіжній команді. У складі дорослої команди Гауген дебютував у 2013 році у матчі Кубка країни. Відігравши за команду шість сезонів Гауген провів понад сто матчів.

### «Молде»
У січні 2018 року Гауген підписав трирічний контракт з одним із лідерів норвезького чемпіонату — «Молде». І вже в березні зіграв перший матч у новій команді.
У 2020 футболіст продовжив контракт з клубом до кінця сезону 2022 року.

## Збірна
З 2011 року Геугена викликали до складу юнацьких збірних Норвегії. У 2015 він провів дві гри за молодіжну збірну Норвегії.

## Досягнення
- Чемпіон Норвегії (2):

«Молде»: 2019, 2022
- Володар Кубка Норвегії (2):

«Молде»: 2021-22, 2023